# باريس كوتن
باريس كوتن (بالإنجليزية: Paris Cotton)‏ هو لاعب كرة قدم كندية أمريكي، ولد في 2 نوفمبر 1989 في ميامي في الولايات المتحدة.

## روابط خارجية
- باريس كوتن على موقع كلية كرة القدم في سبورتس رفرنس.كوم (الإنجليزية)